# Västertjärnen (Bollnäs socken, Hälsingland)
Västertjärnen är en sjö i Bollnäs kommun i Hälsingland och ingår i Ljusnans huvudavrinningsområde.